# Date A Live Fragment: Date A Bullet
Date A Live Fragment: Date A Bullet (jap. デート・ア・ライブ フラグメント デート・ア・バレット Dēto a raibu furagumento dēto a baretto) – seria light novel napisana przez Yuichiro Higashide i zilustrowana przez NOCO, publikowana od marca 2017. Jest spin-offem serii Date A Live autorstwa Kōshiego Tachibany. Na jej podstawie powstał dwuczęściowy film anime wyprodukowany przez studio Geek Toys. Premiera pierwszej części odbyła się w sierpniu 2020, drugiej zaś w listopadzie tego samego roku.

## Fabuła
Hibiki Higoromo, lepiej znana jako Empty, to młoda dziewczyna cierpiąca na amnezję, która budzi się w sąsiednim świecie, gdzie spotyka Tokisaki Kurumi. Następnie zostaje zaprowadzona przez nią do szkolnej klasy, gdzie spotyka inne dziewczyny, które okazują się być półduchami i zaczynają ze sobą walczyć.

## Bohaterowie
- Kurumi Tokisaki (jap. 時崎 狂三 Tokisaki Kurumi)

Seiyū: Asami Sanada 
- Biała Królowa (jap. 白の女王 Shiro no Joō)

Seiyū: Marina Inoue 
- Hibiki Higoromo (jap. 緋衣 響 Higoromo Hibiki)

Seiyū: Saori Ōnishi 
- Tsuan (jap. 蒼)

Seiyū: Kaede Hondo 
- Panie Ibusuki (jap. 指宿 パニエ Ibusuki Panie)

Seiyū: Mariya Ise 
- Yui Sagakure (jap. 佐賀繰 唯 Sagakure Yui)

Seiyū: Asami Seto 
- Isami Hijikata (jap. 土方 イサミ Hijikata Isami)

Seiyū: Natsumi Fujiwara 

## Light novel
Seria ukazuje się od 18 marca 2017 nakładem wydawnictwa Fujimi Shobō pod imprintem Fujimi Fantasia Bunko. Została napisana przez Yuichiro Higashide, pod nadzorem Kōshiego Tachibany, i zilustrowana przez NOCO.
| Nr | Data wydania (język japoński) | ISBN (język japoński)  |
| -- | ----------------------------- | ---------------------- |
| 1  | 18 marca 2017                 | ISBN 978-4-0407-2239-9 |
| 2  | 19 sierpnia 2017              | ISBN 978-4-0407-2240-5 |
| 3  | 20 kwietnia 2018              | ISBN 978-4-0407-2239-9 |
| 4  | 18 sierpnia 2018              | ISBN 978-4-0407-2872-8 |
| 5  | 20 marca 2019                 | ISBN 978-4-0407-3105-6 |
| 6  | 19 marca 2020                 | ISBN 978-4-0407-3372-2 |
| 7  | 20 listopada 2020             | ISBN 978-4-0407-3779-9 |
| 8  | 20 stycznia 2022              | ISBN 978-4-04-074363-9 |

## Film anime
17 września 2019 zapowiedziano nowy projekt anime. 23 września tego samego roku ogłoszono, że będzie to adaptacja spin-offu serii. Później ujawniono, że będzie to film kinowy. 18 maja 2020 ogłoszono, że film będzie nosić tytuł Dead or Bullet i będzie miał miejsce przed wydarzeniami z książek. Został zanimowany przez studio Geek Toys i wyreżyserowany przez Juna Nakagawę. Scenariusz napisał Yuichiro Higashide, a postacie zaprojektował Naoto Nakamura. Film składa się z dwóch części: pierwsza, zatytułowana Date A Bullet: Dead or Bullet, miała premierę 14 sierpnia 2020, zaś druga, Date A Bullet: Nightmare or Queen, 13 listopada tego samego roku.
| № | Tytuł | Data premiery     |
| - | --- | ----------------- |
| 1 | Date A Bullet: Dead or Bullet Dēto a baretto deddo oa baretto (デート・ア・バレット デッド・オア・バレット)         | 14 sierpnia 2020  |
| 2 | Date A Bullet: Nightmare or Queen Dēto a baretto naitomea oa kuīn (デート・ア・バレット ナイトメア・オア・クイーン) | 13 listopada 2020 |